# Licor 43 (equip ciclista)
L'equip Licor 43 va ser un equip ciclista espanyol que competí entre 1958 i 1964.
Estava patrocinat pel licor del mateix nom.

## Principals resultats
- Circuito Montañés: Carmelo Morales (1961)
- Clàssica d'Ordizia: Roberto Morales (1961)
- Volta a Llevant: Fernando Manzaneque (1962)
- Pujada al Naranco: Raúl Rey (1962)

### A les grans voltes
- Volta a Espanya
  - 4 participacions (1959, 1960, 1961, 1962)
  - 6 victòries d'etapa:
    - 4 al 1959: Antonio Suárez (2), Vicent Iturat, Fernando Manzaneque
    - 1 al 1960: Antonio Gómez del Moral
    - 1 al 1961: Luis Otaño

  - 1 classificació final:
    - Antonio Suárez (1959)

  - 1 classificacions secundàries:
    - Gran Premi de la muntanya: Antonio Suárez (1959)

- Tour de França
  - 0 participacions

- Giro d'Itàlia
  - 0 participacions